# Bandiera della Spagna
La bandiera spagnola (conosciuta anche come la Rojigualda, trad. la "rosso-oro"), così come definita dalla Costituzione spagnola del 1978, è divisa in tre bande orizzontali: rosso, giallo e rosso, con la parte gialla grande il doppio rispetto a quelle rosse. Le bandiere e le insegne di Stato e di guerra devono essere caricate dallo stemma spagnolo, mentre la bandiera civile ne è sprovvista, anche se lo stemma può essere messo a piacimento. Lo stemma deve essere collocato ad una posizione corrispondente ad un terzo della lunghezza della bandiera partendo dall'asta, e non deve superare in altezza i due quinti dell'altezza della bandiera.
L'attuale stemma spagnolo fu adottato il 19 dicembre 1981, quando rimpiazzò la versione del 1977 già intervenuta a sostituire quella franchista del 1945. Lo stemma costituì l'unico cambiamento, dato che prima i colori erano definiti semplicemente amarillo (giallo) e rojo (rosso), ma erano sostanzialmente gli stessi. Tradizionalmente, la fascia centrale era definita con termini arcaici amarillo gualda (Color di Reseda luteola), ma questa definizione è stata rimossa in seguito dal disegno di Costituzione con un emendamento di Camilo José Cela, uno scrittore designato senatore dal Re di Spagna nella Legislatura costituente (Legislatura constituyente), durante la transizione spagnola.
L'origine dell'attuale bandiera spagnola risale all'insegna navale del Regno di Spagna del 1785, il Pabellón de la Marina de Guerra issato dalle navi di Carlo III di Spagna, e diventò la bandiera ufficiale della Spagna sotto il regno della sua bisnipote, Isabella II.
Lungo il XVIII, XIX e XX secolo, questo schema di colori rimase intatto, vedendo alterati soltanto gli stemmi che venivano di volta in volta posizionati nella bandiera. Nella bandiera moderna, oltretutto, lo stemma è decisamente semplificato rispetto alle versioni passate.
Ognuno dei quattro quadranti rappresenta uno dei quattro regni che furono riuniti per formare la prima vera Spagna nel XV secolo, ovvero nell'ordine: Castiglia, rappresentata dal castello; León, identificato nello storico leone; Aragona, rappresentata dalla celebre Senyera; Navarra, richiamata dalle catene unite. Anche l'antico regno moro di Granada è inserito nel fondo dello stemma, con un frutto di melograno.
Il fleur de lys in palo posto al centro degli stemmi dei regni rappresenta la casa reale regnante dei Borbone, mentre le due colonne a lato dello scudo accompagnate richiamano le scoperte e le conquiste spagnole in America: le colonne infatti sono le mitologiche Colonne d'Ercole poste sullo stretto di Gibilterra, passaggio obbligato per l'oceano Atlantico, che rappresentano Gibilterra e Ceuta. Sulla colonna recante la scritta "Plus" poggia la corona imperiale, sull'altra la corona reale. Lo storico e tradizionale motto "Plus Ultra" rimpiazzò il precedente "Non Plus Ultra" ("Non più oltre") che campeggiava prima della scoperta dell'America, dato che la Spagna era considerata "il punto più occidentale" della Terra.
Questa bandiera descritta nella Costituzione spagnola è la versione semplice di uso civile senza stemma. Il nomignolo popolare della bandiera è rojigualda.

## Parametri legali
- Costituzione spagnola del 1978, che definisce la bandiera nazionale civile.
- Atto 39/1981, che regola l'uso della bandiera[1].
- Decreto Reale 441/1981, che fissa i dettagli precisi e tecnici relativi ai colori:

(Art. 4.1 della Costituzione spagnola del 1978)
I colori della bandiera come descritti ufficialmente dal decreto reale 441/1981 del 27 febbraio, sono:
| Schema                         | Rosso             | Giallo             |
| ------------------------------ | ----------------- | ------------------ |
| CIELAB (H* in degrees, C*, L*) | 35.0, 70.0, 37.0  | 85.0, 95.0, 80.0   |
| CIE (x, y, Y) (Illuminant C)   | 0.614, 0.320, 9.5 | 0.488, 0.469, 56.7 |

## Protocollo d'uso

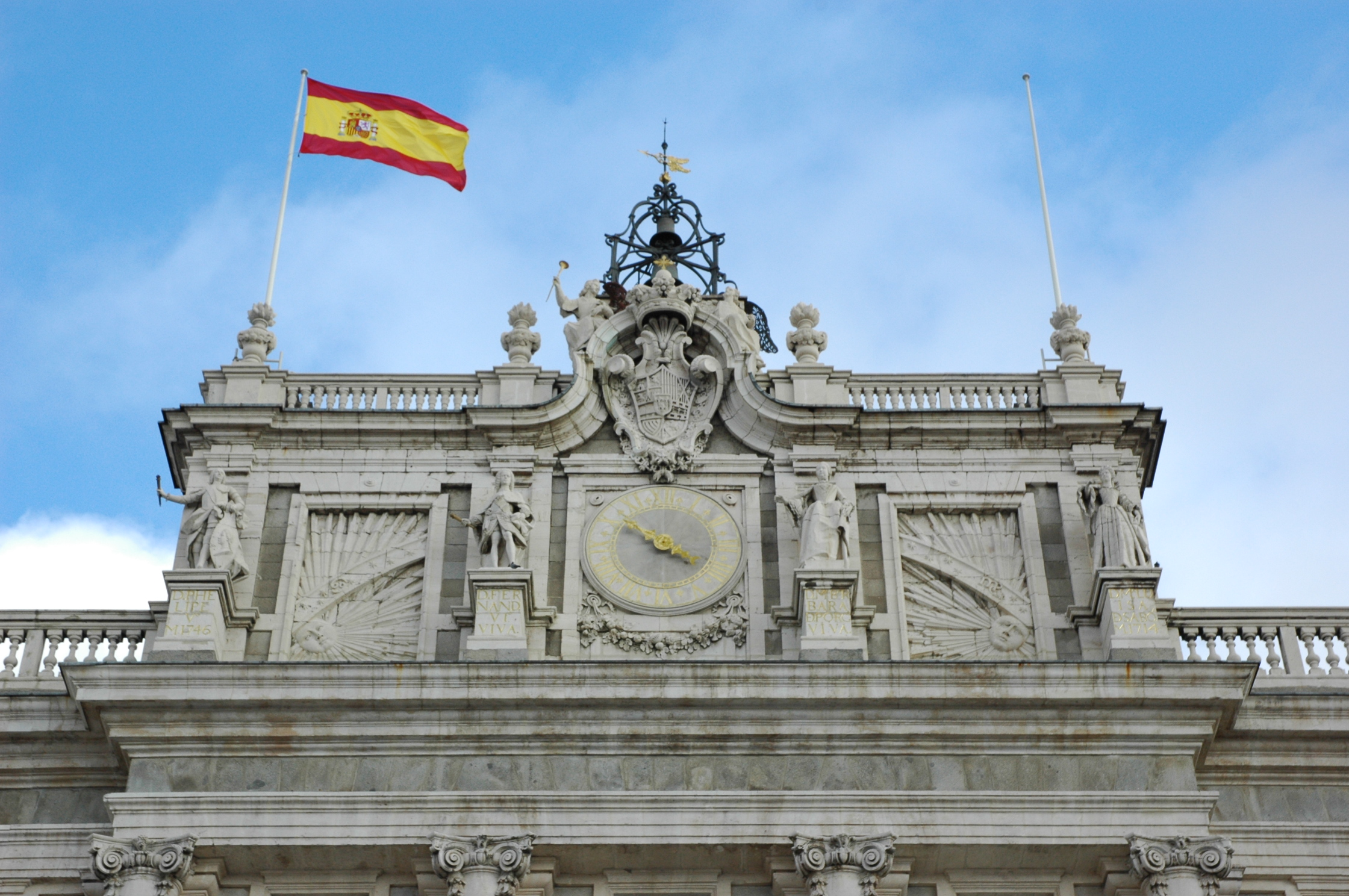
La bandiera di Spagna sulla facciata orientale del Palazzo reale di Madrid

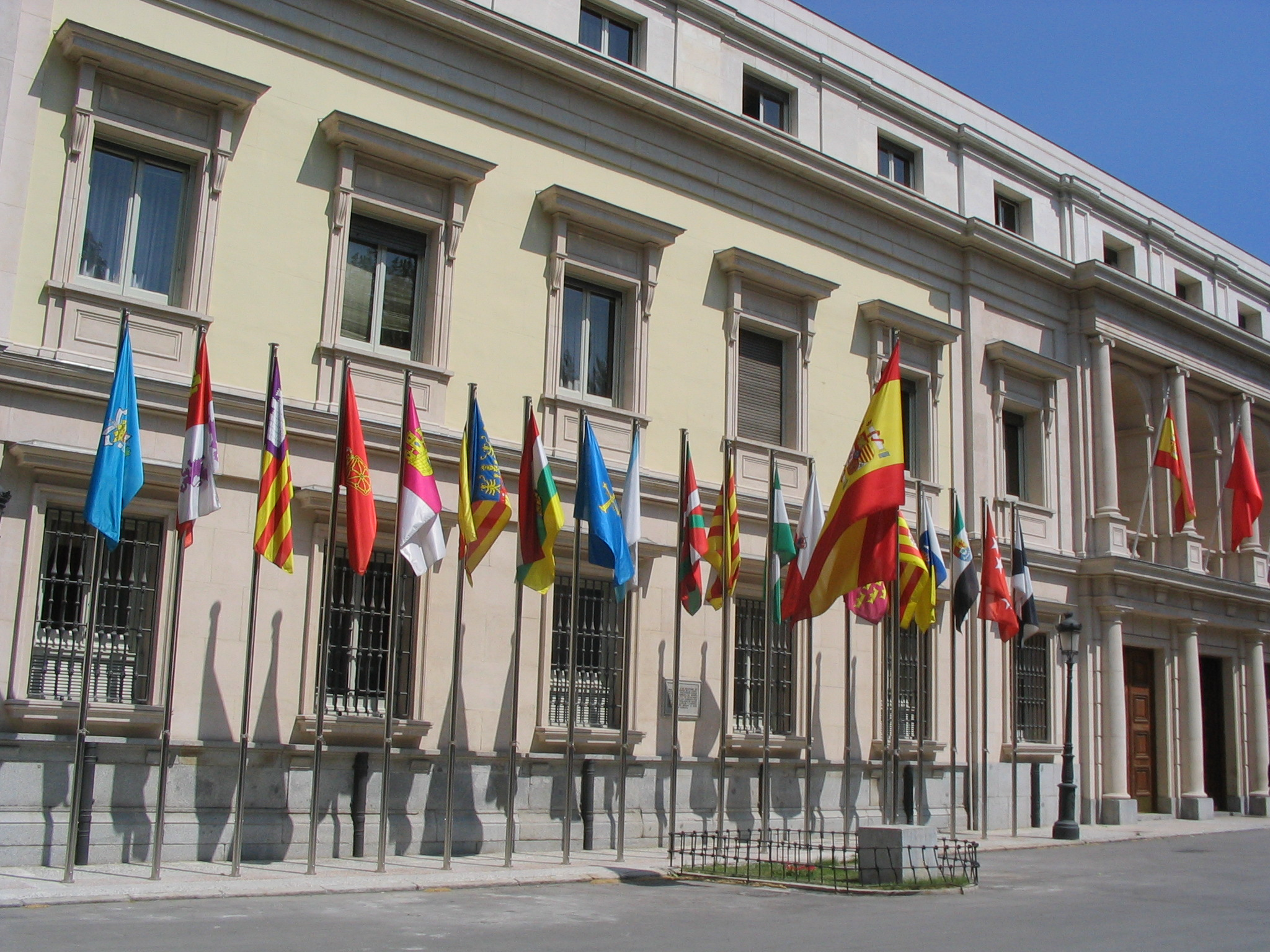
La bandiera spagnola e quelle delle comunità autonome dinanzi al Senato spagnolo a Madrid (si noti la posizione di prominenza della bandiera nazionale)

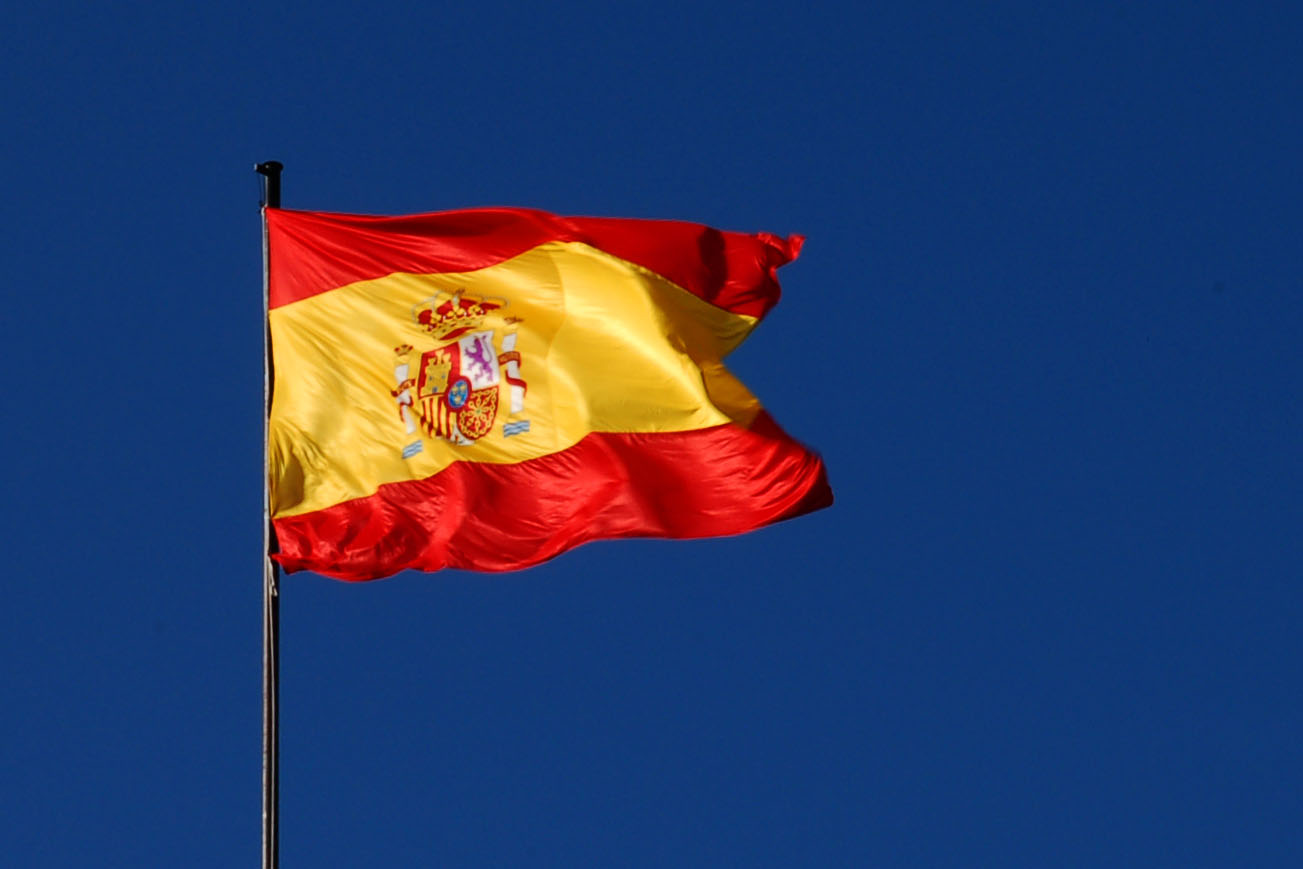
Bandiera della Spagna nella sede dell'Aeronautica Militare a Madrid

La bandiera può essere issata verticalmente od orizzontalmente da edifici pubblici, case private, sedi commerciali, navi, piazze di città e durante cerimonie ufficiali. Mentre la bandiera dovrebbe essere esposta soltanto dall'alba al tramonto, gli uffici governativi in Spagna ed all'estero dovrebbero esibirla senza sosta tutte le 24 ore, possibilmente illuminandola la notte. La bandiere devono essere necessariamente conformi agli standard legali, e non possono essere modificate o danneggiate in alcun modo.
In casi di lutto la bandiera può essere mostrata nei seguenti modi. Il primo metodo è quello della mezz'asta, quando la bandiera è issata ad un'asta e viene fatta calare ad un terzo della posizione precedente. L'altro modo consiste nell'applicare un fiocco nero alla bandiera qualora questa sia fissata permanentemente e non possa essere fatta calare: il fiocco è largo dieci centimetri ed attaccato al palo dove è issata la bandiera in modo che raggiunga il fondo di questa. Durante i funerali, la bandiera può essere utilizzata per coprire le bare di ufficiali governativi, militari e persone designate da un atto del presidente; queste bandiere vengono poi rivestite e presentate ai congiunti prossimi prima del seppellimento della salma.
Quando viene esposta con altre bandiere, si deve osservare un preciso ordine di collocamento: prima la bandiera nazionale, seguita nell'ordine da quella di stati stranieri, dalla bandiera europea, da quella di organizzazioni internazionali, militari, da stendardi governativi, dalle bandiere delle Comunità autonome, dalle bandiere cittadine ed infine da ogni altra. Un tale numero di bandiere è inimmaginabile ed ipotetico, e sarà più facile trovare la bandiera spagnola accanto solo a quella Europea, a quelle di paesi esteri negli incontri tra capi di Stato o di governo, alle bandiere delle comunità autonome o alle bandiere dei comuni sui municipi.
Quando la bandiera spagnola è accompagnata da altre straniere, queste ultime vengono mostrate in ordine alfabetico in base al nome in lingua spagnola. L'unica eccezione si rileva nel caso il congresso o l'incontro sia in lingua differente da quella spagnola. La bandiera europea è stata da sempre mostrata sin da quando la Spagna è membro dell'Unione europea. Sebbene mai menzionata nelle norme dell'ordinamento, la Bandiera della NATO può essere usata in Spagna dato che ne è membro dal 1982..
Quando sventola in presenza di altre bandiere, la bandiera nazionale dovrebbe avere dimensioni maggiori delle altre o comunque non minori, ed essere posizionata in maniera prominente ed onorevole, in accordo da quanto stabilito dal protocollo.

## Altre bandiere ufficiali
Le organizzazioni militari spagnole usano indistintamente la bandiera di stato e non hanno insegne proprie.

Insegna navale delle imbarcazioni da diporto
Bandiera navale attuale del Servizio di vigilanza doganale
Insegna navale dei Correos Marítimos (postali, cioè traghetti)
Bandera dell'unità militare spagnola
Stendardo del re Felipe VI
Stendardo della principessa delle Asturie
Stendardo del presidente del governo di Spagna

### Bandiera civile
La bandiera civile è la bandiera spagnola privata dello stemma nazionale. Può essere usata dalla popolazione e da associazioni non amministrative. I privati sono comunque autorizzati a sventolare a loro piacimento questa o la versione di Stato.

## Bandiere storiche

Bandiera civile (1701–1748)
Bandiera navale militare semplice (1701–1785)
Bandiera civile (1748–1785) e bandiera navale da gala (1760–1785)
Bandiera delle piazze marittime, castelli e forti a difesa delle coste dei territori spagnoli tra il 1701 e il 1771 e nel 1793
Croce di Borgogna, bandiera del Regno di Spagna sotto gli Asburgo (1506–1700)
bandiera dell’Impero spagnolo sotto Filippo II
Bandiera mercantile delle Fiandre spagnole
Bandiera mercantile spagnola abolita nel 1762
Bandiera mercantile (1785–1927)
Bandiera marittima mercantile dal 1927 al 1931 e dal 1939 ad oggi
Bandiera nazionale e navale del Regno di Spagna (1785–1873)
Bandiera della Spagna napoleonica (1808-1813)
Prima Repubblica (1873–1874)
Bandiera nazionale e navale del Regno di Spagna durante la restaurazione borbonica (1875–1931)
Bandiera della Seconda repubblica (1931–1939) oggi usata dai movimenti repubblicani
Bandiera marittima mercantile durante la Seconda repubblica (1931–1938)
Bandiera del Bando nacional tra il 1936 ed il 1938
Bandiera della Spagna franchista (1939–1945) (creata dai nazionalisti nel 1938)
Bandiera della Spagna franchista (1945–1977)
Bandiera della Transizione democratica (1977–1981)